# Stowarzyszenie Piłkarskie Zawisza Bydgoszcz
O Zawisza Bydgoszcz é um clube de futebol polonês da cidade de Bydgoszcz que disputa a 4ª Divisão.

## Títulos
- Supercopa da Polônia (Superpuchar Polski)
  - (1): 2014

- Copa da Polônia (Puchar Polski)
  - (1): 2013/14[1]

- Campeonato Polonês de Futebol 2ª Divisão (I Liga)
  - (3): 1977, 1979, 2013